# Шелихов, Григорий Иванович
Григо́рий Ива́нович Ше́лихов (Ше́лехов; 1747, по уточнённым данным 1749, по-видимому, 30 января (10 февраля), Рыльск — 20 [31] июля 1795, по уточнённым данным 24 июля (4 августа), Иркутск) — русский исследователь, мореплаватель, промышленник и купец из рода Шелеховых, с 1775 года занимавшийся обустройством коммерческого торгового судоходства между Курильской и Алеутской островными грядами. В 1783—1786 годах возглавлял экспедицию в Русскую Америку, в ходе которой были основаны первые русские поселения в Северной Америке. Основатель Северо-Восточной компании.

## Биография
Родился в городе Рыльске Белгородской губернии в зажиточной купеческой семье. Шелихов был смышлёным и бойким мальчиком, ещё в ранней молодости по поручению отца он начал вести торговые отношения с сибирскими хозяйственниками. Родители умерли к его 28 годам, и он принял решение переселиться в Сибирь навсегда.
Компаньоны Шелихова, купцы, торговавшие в Сибири, налаживали уже пути к островам в Тихом океане, где водился в изобилии морской бобр. Некоторым удавалось счастливо привести суда с промысла пушного зверя на островах и получить значительную прибыль. Их опыт вдохновил Григория Ивановича, и он отправился на Камчатку, где с местным купцом снарядил своё первое судно за шкурами бобров, песцов и морских котиков, которое вернулось в 1780 году с большим грузом мехов.
В 1777 году Шелихов направил с этой же целью корабль на Курилы и к берегам Японии. Следующую экспедицию он отправил к Алеутским островам. В ходе последней его штурман Прибылов открыл неизвестные до того острова, которые были названы именем штурмана.
В середине августа 1783 года Шелихов вошел в компаньонство с братьями Голиковыми, с которыми отправился к берегам Аляски на трёх кораблях, численность команды которых составляла 192 человека. Спустя месяц, пройдя Берингов остров, прибыли в Новый Свет, потеряв один из кораблей («Св. Михаила»), сделали остановку на острове Уналашка.

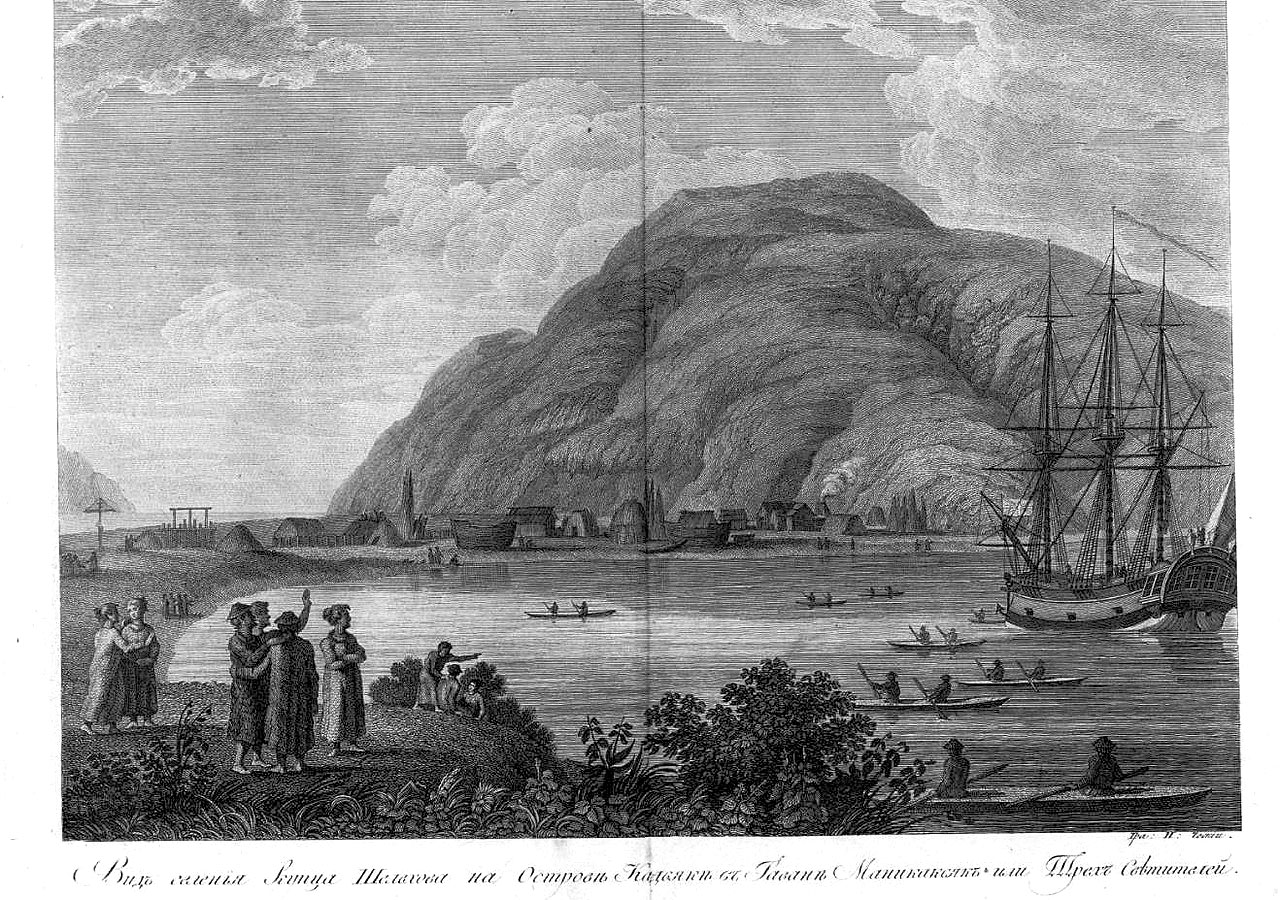
Поселение Григория Шелихова на острове Кадьяк

22 июля 1784 года экспедиция пристала к острову Кадьяк (Кыктак) в гавани, которую Шелехов назвал Трёхсвятительской. Здесь он основал первое поселение.
Русские пушные промышленники, которые уже посещали эти места, отговаривали Шелихова от основания здесь поселений, так как незадолго до этого местные жители убили целую группу русских охотников. Однако Шелихов не послушался их и основал первое поселение на острове Кадьяк. Колонизация материка по соображениям безопасности откладывалась.
14 августа 1784 года Шелихов вместе со своими людьми устроил на острове Ситкалидак в Кадьякском архипелаге массовую резню местного населения, убив, по разным оценкам от 500 до 3000 туземцев, среди них было много женщин и детей, в ответ на оказывавшееся ранее прибывшим русским вооружённое сопротивление. После резни Шелихов захватил в плен более тысячи человек.
Шелихов контролировал строительство с 1790 года. В 1791 году Шелихов основал «Северо-Восточную компанию», которая в 1799 году была преобразована в Русско-Американскую торговую компанию.
В 1788 году был награждён золотой медалью и серебряной шпагой «за открытие островов в Восточном океане».
Скончался 20 (31) июля 1795 в Иркутске, похоронен на территории Знаменского монастыря. В связи с размещением на территории монастыря в 1930-х годах иркутского гидропорта его могила была повреждена, но статьи писателя Исаака Григорьевича Гольдберга привлекли внимание к этой ситуации. Могила Шелихова — памятник истории федерального значения.
После смерти Шелихова его значительное состояние и место во главе Северо-Восточной компании унаследовал зять — Николай Петрович Резанов.

## Память
Музеи
- Городской «Музей Г. И. Шелехова» в городе Шелехов — единственный на территории Сибирского региона по идейно-тематической направленности[12], где создана экспозиция, посвящённая купцу и путешественнику-исследователю Григорию Шелихову, созданная на основе книги «Российского купца Григория Шелехова странствование в 1785 году из Охотска по Восточному океану к Американским берегам…», изданной в 1791 году, а также писем семьи Шелеховых из российских архивов, копии которых хранятся в фондах музея[13].

Его именем названы
- залив Шелихова в Охотском море[14];

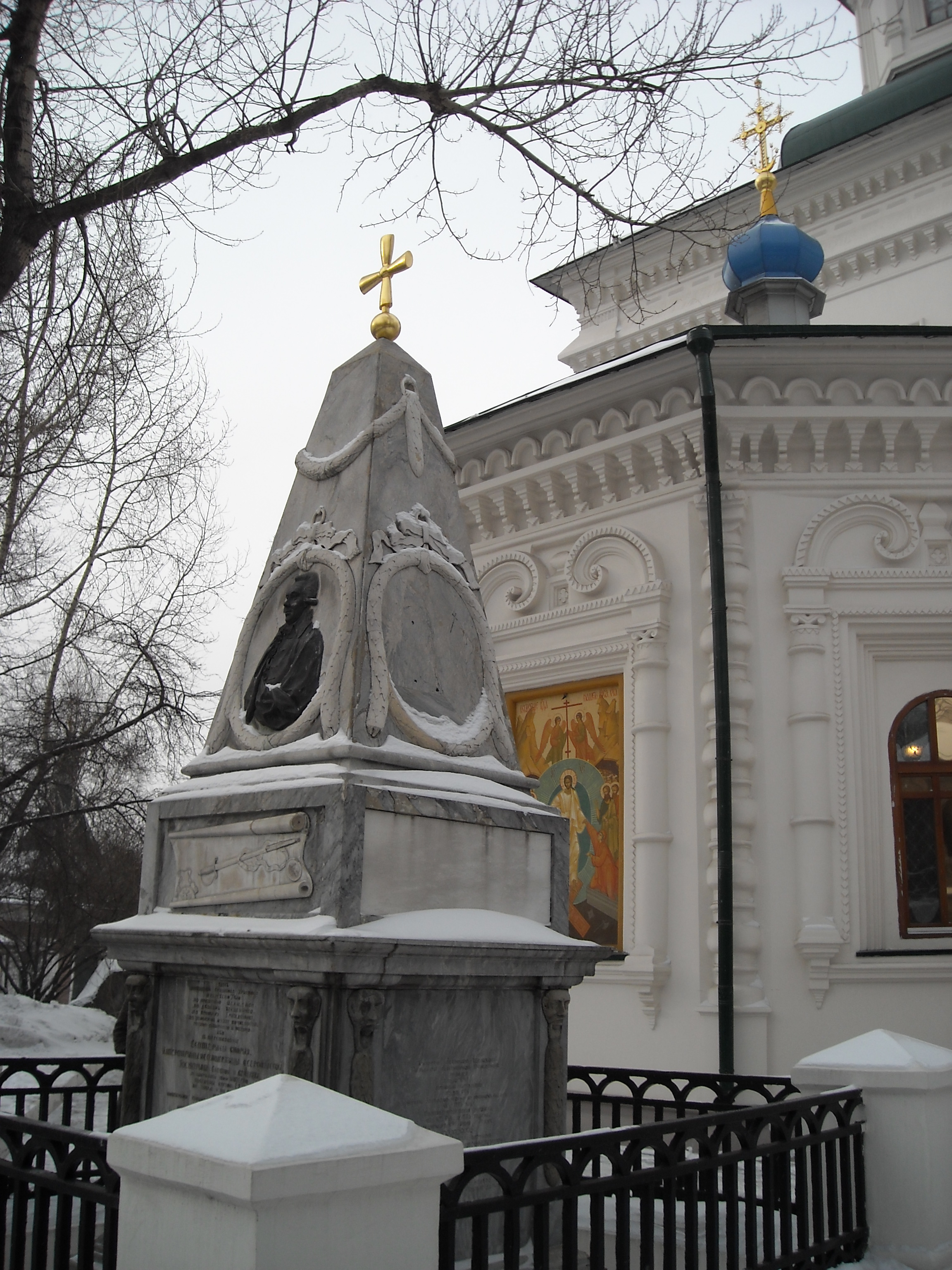
Надгробие в Знаменском монастыре

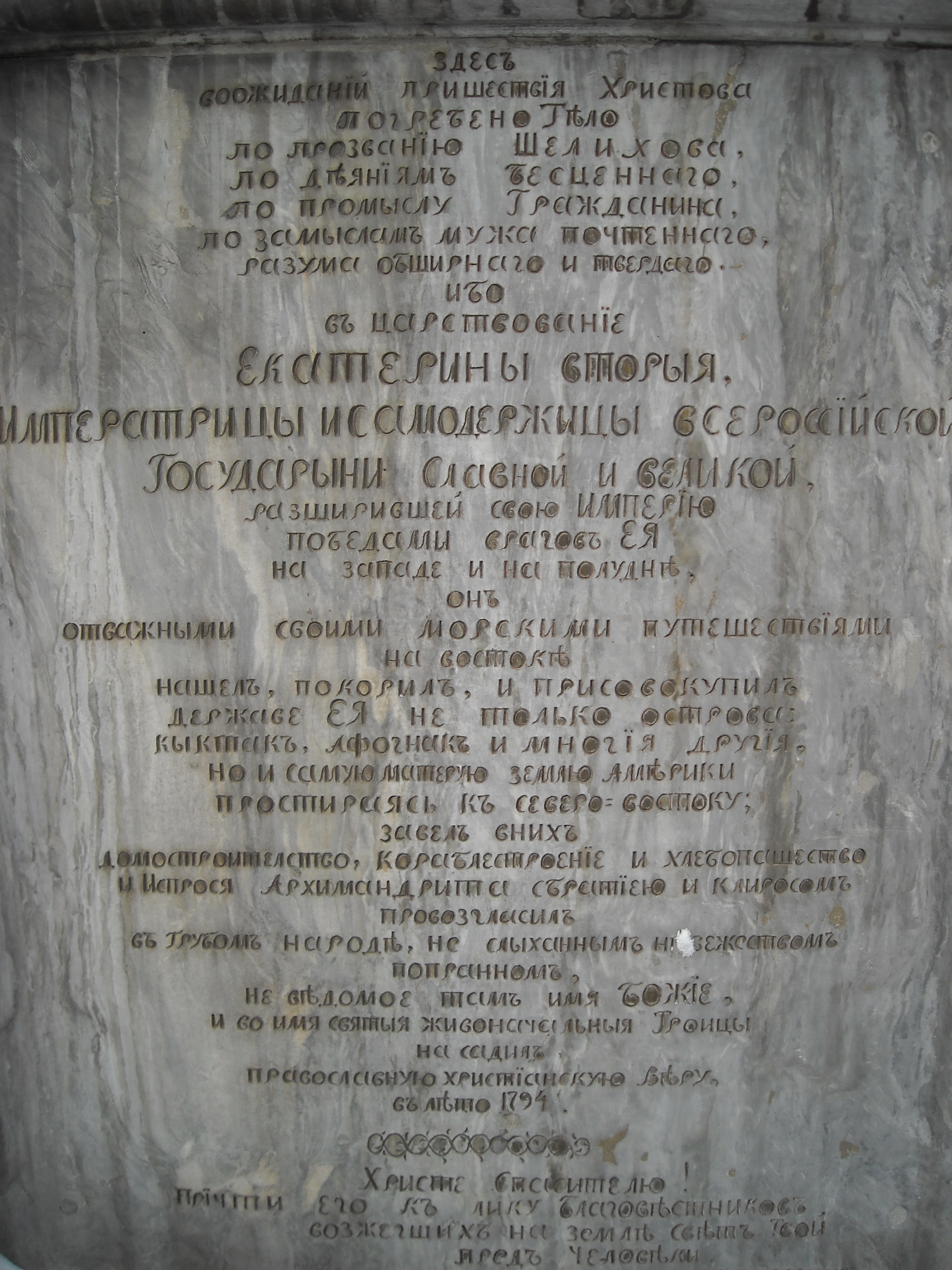
Фрагмент надгробия

- бухта Шелихова на острове Парамушир[14];
- пролив Шелихова между Аляской и островом Кадьяк[14];
- мыс Шелеха (Японское море, Залив Петра Великого, залив Посьета, мыс обследован в 1865—1866 гг. М. А. Клыковым, им же присвоено название мысу по фамилии Г. И. Шелихова; в последующем название стали наносить на карту с искажением фамилии)[14];
- бухта Шелихова (Тихий океан, побережье Северной Америки, архипелаг Александра, 57°09′ с.ш., 135°48′ з.д., , бухта открыта в 1805 г. Д. Калининым, название бухте присвоено Ю. Ф. Лисянским)[14];
- гора Шелихова (Курильские острова, остров Парамушир)[14];
- мыс Шелихова (Курильские острова, остров Парамушир)[14];
- озеро Шелихова [Илямна] (Берингово море, побережье Бристольского залива, 59°30′ с.ш., 155° з.д., название озеру присвоено Г. А. Сарычевым в 1826 году, в настоящее время озеро наносится на карты под названием озеро Илямна)[14];
- озеро Шелихова (Тихий океан, побережье Северной Америки, архипелаг Александра, 55°16′ с.ш., 133°02′ з.д., название озеру присвоено в 1928 году Лесной службой США)[14];
- город Шелехов в Иркутской области;
- самолёт Airbus A-320 а/к «Аэрофлот»[источник не указан 1705 дней].

Памятники Шелихову
- Установлен на его родине — в Рыльске. Скульптор Владимир Иосифович Ингал, архитектор Модест Анатольевич Шепилевский. 1957 год;
- Памятник в Иркутске установлен вдовой Шелихова в 1800 году за 11,760 рублей.[15] Эпитафия содержит посвящение Гавриила Романовича Державина и действительного статского советника Ивана Ивановича Дмитриева[15][16]:

 «Колумб здесь Росский погребен:

Преплыл моря, открыл страны безвестны;

И зря, что всё на свете тлен,

Направил паруса во океан небесный,

Искать сокровищ горных, не земных,

Сокровище благих!

Его Ты душу, Боже, упокой!»

 Гавриил Державин

«Как царства падали к стопам Екатерины,

Росс Шелихов, без войск, без громоносных сил,

Притёк в Америку чрез бурные пучины,

И нову область ей и Богу покорил,

Не забывай, потомок,

Что Росс твой предок был и на Востоке громок!»

 Действ. Стат. Сов. Ив. Дмитриев
- в г. Шелехов Иркутской области.

В литературе
Шелихов стал главным героем романа Юрия Ивановича Фёдорова «Державы для…» (1983).

Памятные артефакты
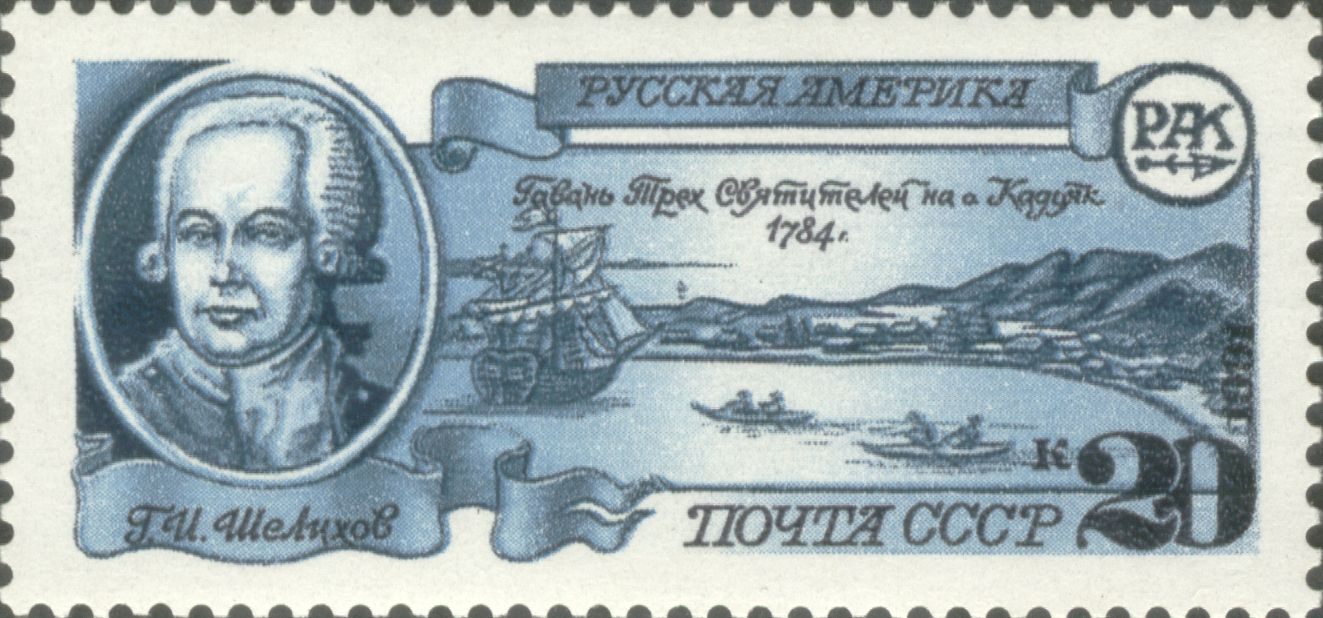
Почтовая марка СССР (1991)
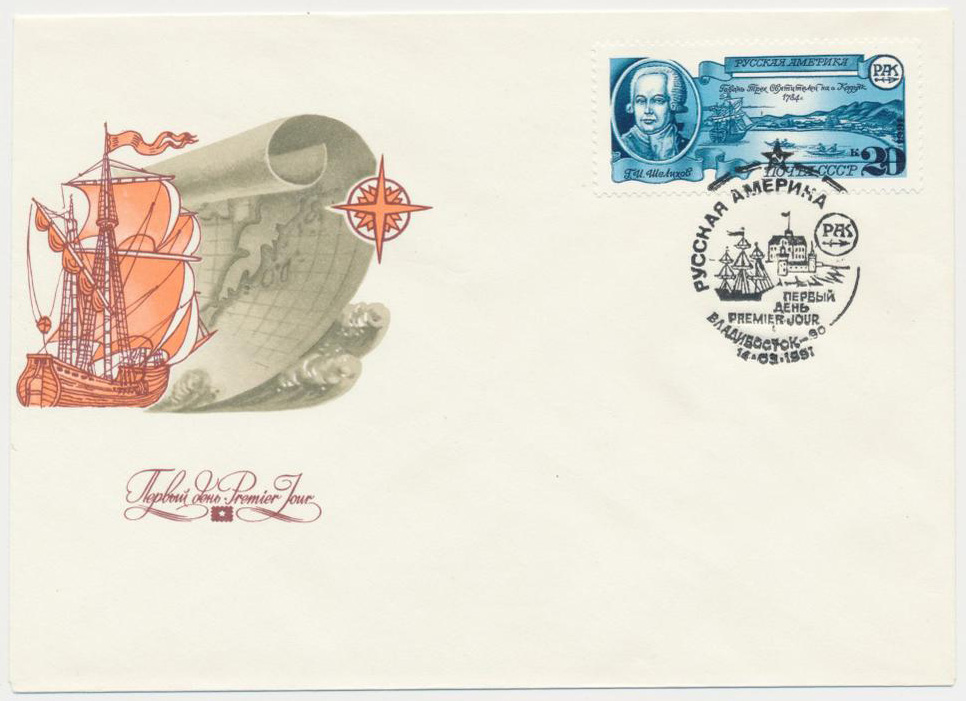
Почтовый конверт СССР (1991)
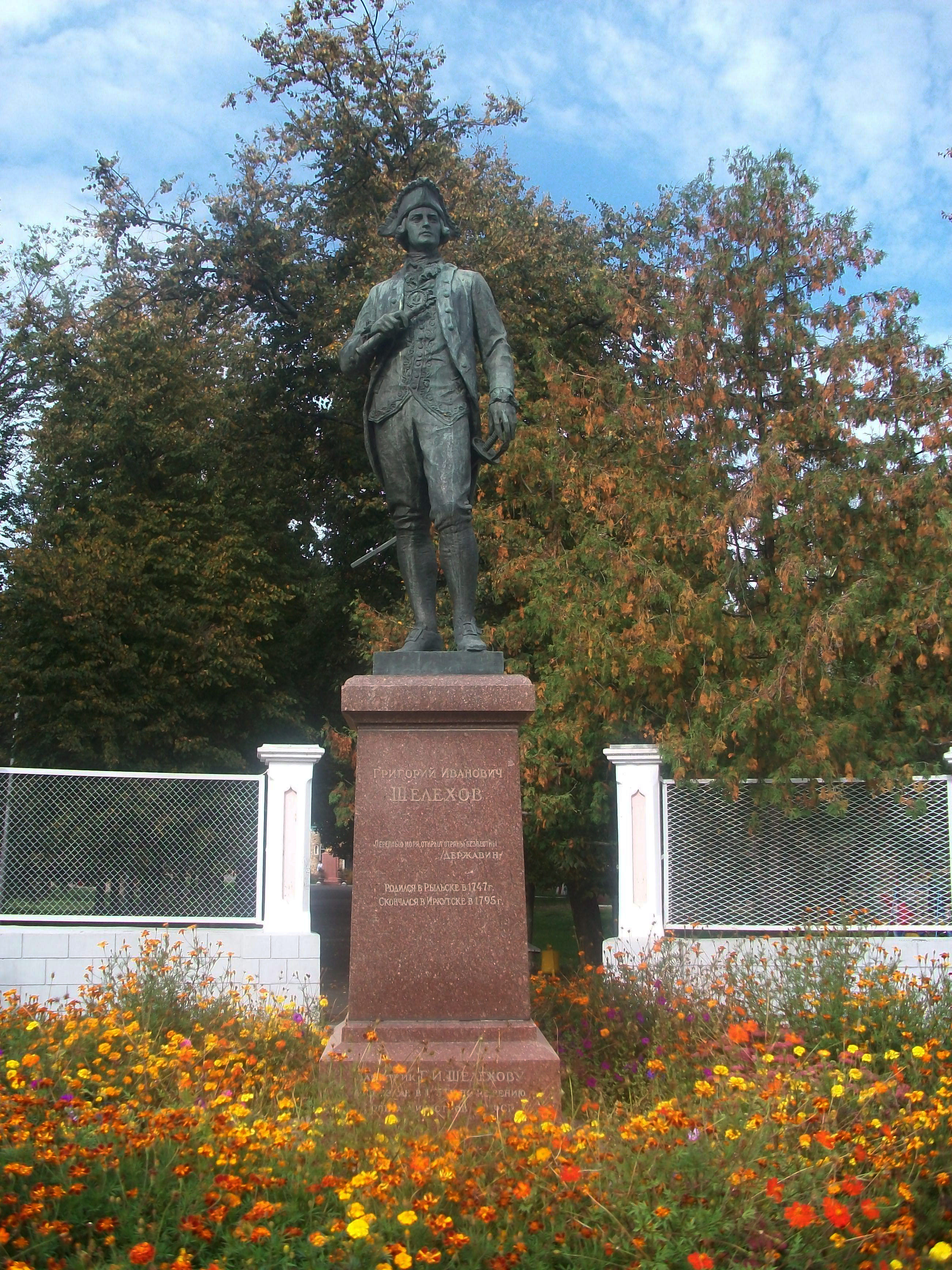
Памятник в Рыльске
Памятник в Шелехове